# Врело Лопушња
Врело Лопушња се налази у Рибарској клисури, на десној страни долине Млаве, која избија из истоимене пећине на надморској висини од 220m.
Вода према Млави пада преко дебелих наслага бигра. Издашност врела је променљива али до сада никад није пресушило. Локација на којој се налази врело и прелепа природа која га окружује могу се искористити за развој излетничког туризма. Међутим, због изградње мини хидроелектрана на Млави низводније од врела, изграђен је макадамски пут који је скоро затрпао само врело и уништио природну лепоту истог што је недопустиво јер је сигурно постојало и другачије решење за изградњу пута којим се допрема материјал за изградњу бране. 
Тако је врело изгубило смисао и сврху постојања. Али, да се против природе не може говори чињеница да је после мајских поплава  2014. године, велика количина воде је покуљала из врела и уништила пут.